# Jules Antoine Lissajous

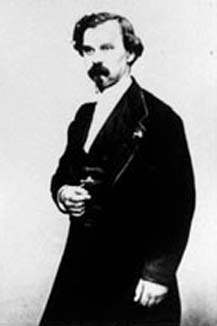
Jules Antoine Lissajous

Jules Antoine Lissajous (wym. fr. [ʒyl ɑ̃tˈwan lisaˈʒu]; ur. 4 marca 1822, zm. 24 czerwca 1880) – francuski matematyk i fizyk. Na jego cześć nazwano krzywe Lissajous, których badaniem się zajmował.

## Kariera naukowa
Studia rozpoczął w roku 1841 na École Normale Supérieure. W latach 1847 – 1874 pełnił funkcję profesora matematyki na Lycée Saint-Louis. Stopień naukowy doktora uzyskał w 1850 roku za dysertację na temat wyznaczenia pozycji węzłów fali wibrujących prętów przy użyciu wzorów piaskowych Chladniego.
W 1874 roku został rektorem Akademii Chambéry, a w 1874 roku rektorem Akademii Besançon.

## Badania naukowe
Lissajous był zainteresowany falami i opracował optyczną metodę badania ich wibracji. Chciał obserwować fale akustyczne tworzone przez wibracje, które wyrażane są w postaci dźwięku. Początkowo badał fale akustyczne poprzez obserwację fal pojawiających się na powierzchni wody po przyłożeniu do niej akustycznego kamertonu. Efekty tych badań zostały opublikowane w 1850 roku w "Sur la position des noeuds dans les lames qui vibrent transversalement". W 1855 roku opisał sposób badania wibracji akustycznych przy użyciu przyrządu Lissajous. W 1856 roku opublikował Sur un cas particulier de stéréoscopie fourni par l'étude optique des mouvements vibratoires, a w 1857 roku swoją główną publikację Mémoire sur l'étude optique des mouvements vibratoires. W kolejnym roku Sur les vibrations transversales des lames élastique.

## Przyrząd Lissajous
Jednym z jego wynalazków jest przyrząd Lissajous tworzący krzywe jego imienia. Przyrząd ten składał się z dwóch protopadle zawieszonych kamertonów, na których zamocowane były lustra. Kamertony wprowadzano w wibracje (przeważnie o innej wysokości dźwięku, tworząc w ten sposób określony harmoniczny interwał). Strumień światła odbity kolejno od luster, padał na ścianę tworząc krzywą Lissajous.